# 2134-es mellékút (Magyarország)
A 2134-es számú mellékút egy rövid, alig három kilométeres hosszúságú, négy számjegyű mellékút Heves vármegyében. Teljes hosszában kizárólag egyetlen település, Kerekharaszt területére esik.

## Nyomvonala
A 3-as főútból ágazik ki, annak 53. és 54. kilométere között, nagyjából félúton, Kerekharaszt délnyugati sarkán, észak-északkeleti irányban. Végig körülbelül ezt az irányt követi, ettől csak ott tér el kissé, ahol – kevéssel az első kilométere előtt – eléri és felüljáróval keresztezi az M3-as autópályát, amelynek ugyanott csomópontja és pihenőhelye is van. Bő három kilométer megtétele után a 2111-es útba torkollik bele, nem sokkal annak 9+500-as kilométerszelvénye után, még ekkor is kerekharaszti közigazgatási területen. Ez utóbbi út tulajdonképpen a 2134-es egyenes folytatásának is lehetne tekinthető, hiszen innen az északi irányt viszi tovább, de kilométer-számozás tekintetében épp ellentétes az iránya: Versegtől Nagykökényesen és Heréden át húzódik idáig, majd a találkozási ponttól éles iránytöréssel délkeletnek folytatódik, Hatvan belvárosa felé.
Az országos közutak térképes nyilvántartását szolgáló kira.gov.hu adatbázisa szerint a teljes hossza 3,476 kilométer.